# Obereoides parahybanus
Obereoides parahybanus là một loài bọ cánh cứng trong họ Cerambycidae.